# Altrincham
Altrincham /ˈɔːltrɪŋəm/ es una ciudad de mercado dentro del Municipio metropolitano de Trafford, en el Gran Mánchester, Inglaterra. que se encuentra en terreno llano al sur del río Mersey a unos 13 kilómetros al suroeste del centro de Mánchester, a 5 km al sursudoeste de Sale y 16 kilómetros al este de Warrington. Los datos del censo de 2001 del Reino Unido, indican que tenía una población de alrededor de 41 000 habitantes.
Históricamente, siendo una parte de Cheshire, Altrincham se estableció como una ciudad de mercado en 1290, cuando la mayoría de las comunidades se basaban en la agricultura en lugar de comercio, y todavía hay un mercado en la ciudad hoy en día. El desarrollo socioeconómico se incrementó más aún con la ampliación del Canal de Bridgewater a Altrincham en 1765 y la llegada del ferrocarril en 1849, estimulando la actividad industrial en la ciudad. Pueblos de los alrededores fueron absorbidos por el crecimiento posterior Altrincham, junto con los motivos de Dunham Massey Hall, antigua residencia del conde de Stamford, y ahora una atracción turística con tres edificios catalogados de grado I y un parque de ciervos.
Altrincham hoy es una próspera ciudad del viajero, en parte debido a sus enlaces de transporte. La ciudad tiene una presencia de clase media fuerte, y ha habido un aumento constante de la clase media de Altrincham desde el siglo XIX.

## Historia
No hay evidencia de actividad humana en el área durante los tiempos prehistóricos, el único hallazgo consistente se trata de dos puntas de flecha neolítica. Aparte de una concentración de artefactos cerca de Dunham, pocos son los hallazgos de la época prehistórica en Trafford. Allí se encuentran los restos de una calzada romana que atraviesa la zona Broadheath de la ciudad. Es parte de una de las principales vías romanas en el noroeste de Inglaterra, la conexión de las fortalezas legionarias de Chester (Deva Victrix) y York (Eboracum), fue en uso durante un período de tiempo de arranque preámbulos, ya que muestra signos de haber sido reparada. Después que los romanos se retiraron de Gran Bretaña en el siglo quinto temprano, los anglo-sajones invadieron Gran Bretaña. El nombre de Altrincham aparece por primera vez como Aldringeham probablemente con el significado granja de las personas Aldhere. El nombre a Altrincham se convirtió en la ortografía moderna, pero en fecha tan tardía como el siglo XIX fue escrito tanto Altrincham como Altringham.

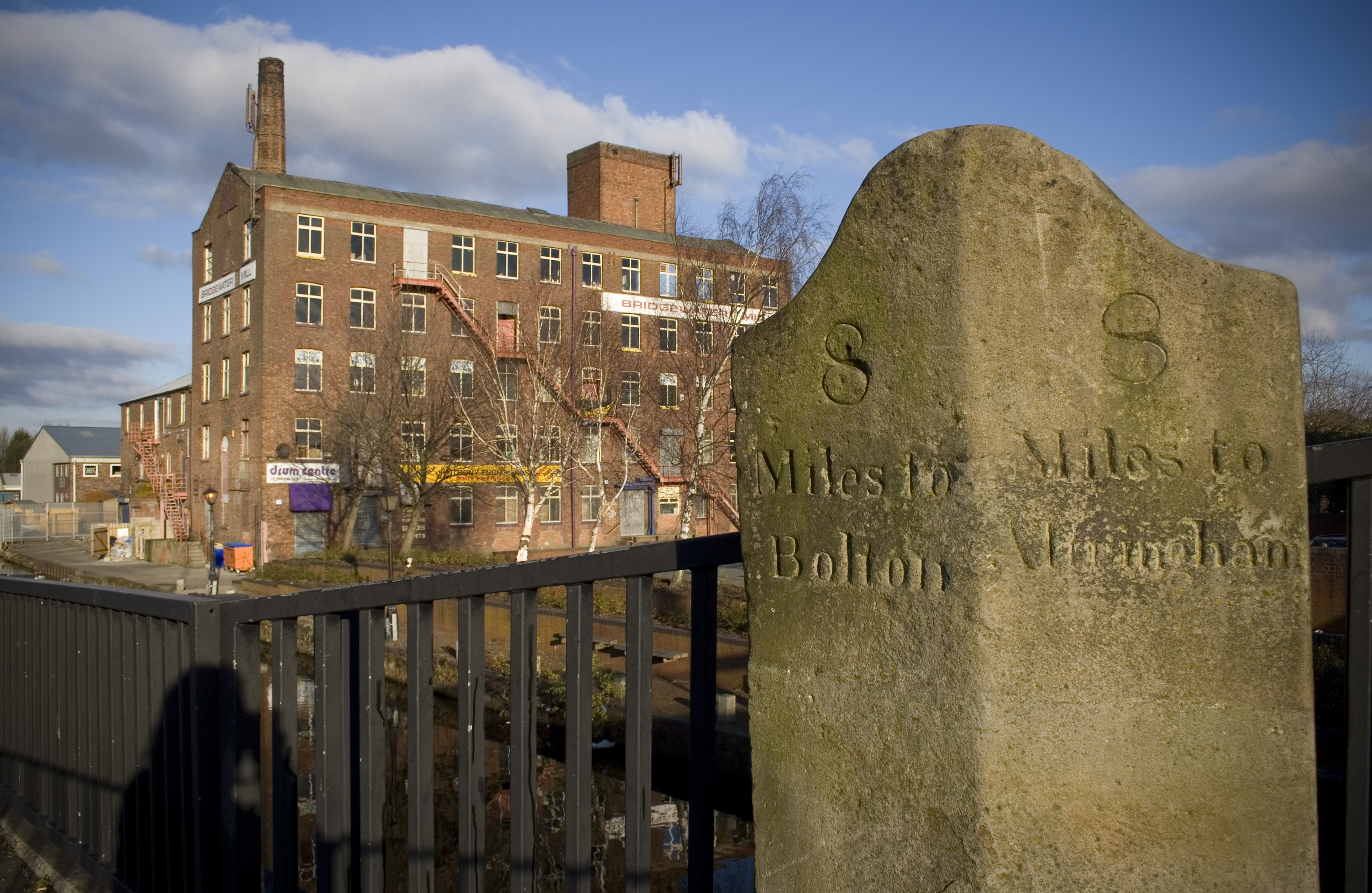
A milestone along the Barton Bridge and Moses Gate turnpike road near Eccles, showing the spelling of "Altringham"

Hasta la invasión normanda, las casas solariegas que rodean Altrincham eran propiedad de la Alweard thegn Saxon y después de la invasión se convirtieron en propiedad de Massey Hamon hijo ilegítimo de Guillermo de la Ferté-Macé Altrincham no se menciona en el Libro de Domesday que registró datos de todas las ciudades inglesas por lo que la primera referencia documentada de la ciudad data de 1290, cuando se le otorgó su carta como una ciudad libre por el barón Hamon Massey V. La carta permitía un mercado semanal, a modo de celebración, y es posible que Massey haya establecido la ciudad para generar ingresos de los impuestos al comercio y los peajes, lo que sugiere Altrincham. Eso pudo haber sido una ciudad de mercado previsto. Esto traería una reparación inusual constantemente en la Edad Media, cuando la mayoría de las comunidades eran culturalismo agrícola. Altrincham fue probablemente elegido como el sitio de la ciudad planificada, en lugar de Dunham, todo lo que tiene la reparacón protegida por Dunham Castillo, ya que tenía un buen acceso a carreteras, alo facilidad ala de comercio.
La Feria de Altrincham se convirtió en la Feria de San Jaime o Samjam en 1319 y continuó hasta 1895. Durante su existencia la feria tuvo su propio tribunal de Pye en polvo, (una corrupción del francés y significa "pies polvorientos"), presidido por el alcalde, era el lugar para resolver las controversias derivadas de las relaciones del día En 1348 la ciudad contaba con 120 parcelas Burgage - propiedad de la tierra usada como una medida de estado y la importancia en una zona -, cifra que colocó a la ciudad a la altura de la localidad de Cheshire, en Macclesfield, y por encima de Stockport y Knutsford. El primer domicilio conocido en Altrincham fue El Knoll, en Stamford Street, cerca del centro de, por entonces, lo que era una ciudad medieval y poco desarrollada. Una excavación de 1983, sobre el edificio demolido, hecho por el Grupo Arqueológico del Sur Trafford, descubrió evidencia de que la casa que data del siglo XIII o el XIV, y que puede haber contenido un piso comopuesto por plantas secas de malteado. During the English Civil War, men from Altrincham fought for the Parliamentarian Sir George Booth Durante la Guerra Civil inglesa, los hombres de Altrincham lucharon por el parlamentario sir George Booth y mientras la batalla estaba en pie, los ejércitos acamparon en las llanuras cercanas Bowdon en varias ocasiones.

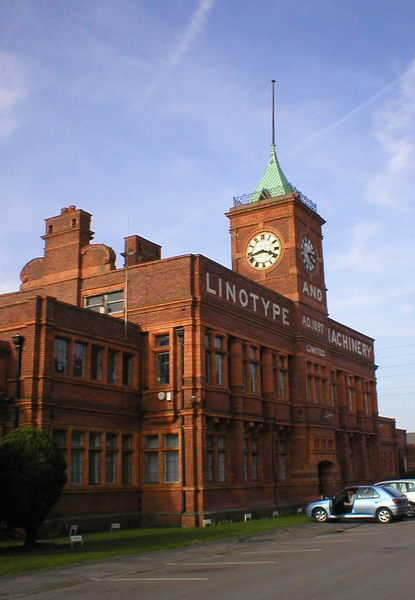
Edificio de Linotype en Broadheath

En 1754, un tramo de carretera al sur de Altrincham, a lo largo de Mánchester y dirigida a la ruta Chester, se volvió un turnpiked, con este término se designaba a las carreteras de peaje, que tributan los pasajeros para el mantenimiento de la ruta. Otras secciones fueron convertidas en turnpiked en 1765 a partir de Timperley y Venta, y en 1821 Stockport. El mantenimiento de los caminos pasa a las autoridades locales en 1888, aunque para entonces la mayoría de los fideicomisos de peaje ya había disminuido. La conexión del canal de Bridgewater a Altrincham, en 1765, estimuló el desarrollo de la horticultura, y durante muchos años Altrincham se destacó por su las verduras y frutos vegetales. En 1767, los almacenes se han construido junto al canal en Broadheath, el primer paso para el desarrollo de Broadheath como una zona industrial y el comienzo de la industrialización de Altrincham. El canal estaba conectado en 1776 con el río Mersey y por eso el pueblo siempre contó no sólo con dos vías de agua: una a Mánchester, y otra al Mar de Irlanda.
El primer tren salió a principios de Altrincham el 20 de julio de 1849, y llevaba 65 pasajeros. Con sus nuevos enlaces ferroviarios, Altrincham y sus alrededores se convirtieron en lugares deseables para las clases medias y los trotamundos. Entre 1851 y 1881 la población aumentó de 4.488 a 11.250 habitantes en la zona industrial de Broadheath, que abarca alrededor de 1 km², fundada en 1885 por Harry Grey, octavo conde de Stamford, para atraer a las empresas. En 1900 Broadheath tenía sus propios muelles, almacenes y estaciones de generación de electricidad. La proximidad del sitio a los enlaces de ferrocarril, canales y caminos resultó atractivo para las compañías que hacían las máquinas de herramientas, cámaras fotográficas y máquinas de molienda. La presencia de empresas como Sand Blast Tilghmans, y la Compañía y las máquinas Linotype, resultó favorable para Broadheath que se estableció como una zona industrial de prestigio nacional. En 1914, 14 empresas operaban en Broadheath, empleando a miles de trabajadores. Una de ellas fue la Compañía Medidor Budenberg. Linotype también creó 172 hogares de los trabajadores cerca de su fábrica, ayudando a atender el auge de la población creada por la industrialización de Broadheath. Entre 1891 y 1901 la población de Altrincham aumentó en un 35%, pasando de 12.440 a 16.831.
Desde el siglo XX en adelante, hubo pocos cambios en Altrincham. Aunque la ciudad fue testigo de algunos de los ataques de la Luftwaffe en el Gran Mánchester, emergió de la guerra relativamente indemne, y como con el resto de Gran Bretaña, experimentó un auge económico. Esto se manifestó en la construcción de nuevas viviendas y la reconstrucción de la década de 1960 del centro de la ciudad. Sin embargo, durante la década de 1970 el empleo en el Broadheath disminuyó casi un 40%.

## Gobierno
Altrincham se convirtió en una ciudad libre, un municipio de autogobierno, cuando fue concedida una carta en junio de 1290 por el señor de la mansión, de Hamon Massey V. La carta permitió la creación de un gremio de comerciantes, dirigido por burgueses de la ciudad de los impuestos que pasan por la ciudad. Los Burgueses eran hombres libres que vivían en la ciudad. La ciudad fue gobernada por un Tribunal Leet y eligió a un alcalde por lo menos desde 1452. Entre las responsabilidades de la corte, las principales de ese momento en adelante, fueron de mantenimiento de la paz pública y la regulación de los mercados y ferias.
La ciudad no era una de las reformadas por la Ley de Corporaciones Municipales de 1835, y continuó existiendo bajo el control del señor de la mansión y el Tribunal Leet hasta su abolición definitiva en 1886. La Ley de Salud Pública de 1848 llevó a la creación de la Junta Local de Altrincham de Salud en 1851 para hacer frente a las condiciones de insalubridad creadas por la creciente población de la ciudad -. la primera junta directiva como en Trafford. La junta local se transformó en una zona urbana, consejo de distrito en el condado administrativo de Cheshire en la Ley de Gobierno Local de 1894.
La zona urbana del Distrito se amplió en 1920 cuando las piezas de Carrington y Dunham Massey, parroquias civiles, se han añadido. Una mayor expansión tuvo lugar en 1936: Timperley Civil Parroquia fue abolida y la mayor parte de su área incorporada en Altrincham UD. Al mismo tiempo, hubo un cambio de menor importancia de las áreas con Hale Urbano del Distrito, de una pequeña adición de Bowdon Urbano del Distrito, y otra porción sustancial de Dunham Massey Parroquial Civil se añadió. En 1937 a la zona urbana fue concedida una carta de constitución y se convirtió en una ciudad municipal. A la nueva ciudad se le concedió un escudo de armas que ofrecieron referencias heráldicas en la Masseys y condes de Stamford. Con la aprobación de la Ley de Gobierno Local de 1972, los condados administrativos y condados municipales fueron abolidos y se convirtió en Altrincham parte de la ciudad metropolitana de Trafford en Mánchester el 1 de abril de 1974.
El Consejo de Trafford es responsable de la administración de los servicios locales, tales como educación, servicios sociales, el urbanismo, la recogida de residuos y la vivienda social. El área está dividida en siete distritos electorales: Altrincham, Bowdon, Broadheath, Graneros Hale, Hale central, Timperley, y la aldea. Estas salas tienen 21 de los 63 escaños en el Consejo Trafford;. A partir de las elecciones de 2011 diecisiete locales de este tipo de sillas se llevaron a cabo por el Partido Conservador y cuatro por los demócratas liberales Altrincham estaba en la circunscripción del mismo nombre parlamentaria que se creó en el año 1885. Esto duró hasta 1945, cuando fue sustituido por Altrincham y Venta. En 1997, esta a su vez se convirtió en parte del distrito electoral de nueva creación de Altrincham y Occidente Venta. Desde su formación, Altrincham y Venta Occidente ha estado representado en la Cámara de los Comunes por el diputado conservador, Graham Brady.

## Geografía
Altrincham se encuentra en el extremo sudoeste de la Zona Urbana Gran Mánchester, inmediatamente al sur de la ciudad de Salé, y a 13 km al suroeste de la ciudad de Mánchester. Se encuentra en la esquina noroeste de la llanura de Cheshire, al sur del río Mersey. El canal de Bridgewater pasa por la zona Broadheath de la ciudad. El agua potable de Altrincham es suministrada por United Utilities. La base local, se compone principalmente de Keuper Waterstone, un tipo de piedra arenisca, con agua de muy difícil recuperación y la solución salina a menudo, por lo que es imposible de beber. El clima de la ciudad es en general, templado, con pocos extremos de temperatura o el clima. La temperatura media es ligeramente superior a la media para el Reino Unido, mientras que, tanto la precipitación anual como promedio de horas de sol son un poco más bajas de la media para el Reino Unido.
Junto con la Venta, Stretford y Urmston, Altrincham es una de las cuatro grandes áreas urbanas en Trafford. La zona de Altrincham, tal como se define por Trafford Consejo, se comprende el sur de Trafford. Además de la ciudad de Altrincham, que incluye las aldeas de Timperley, Bowdon, Hale y Hale Barns. El área Broadheath de la ciudad era un centro industrial de luz hasta la década de 1970 y ahora es un parque comercial. La parte más densamente poblada de la ciudad se encuentra alrededor del centro, con las zonas menos pobladas y más espacios verde más lejos del centro de la ciudad, en pueblos como Bowdon y Hale. El área de la frente Oldfield se encuentra en las afueras de la ciudad al lado del canal de Bridgewater, cerca de Dunham Massey.

## Demografía
A partir del censo de 2001 del Reino Unido, la ciudad de Altrincham tenía una población total de 40.695. De sus 27.900 viviendas, un 38,7% de sus residentes eran parejas casadas que vivían juntas, 30,4% figura como la residencia de una sola persona, un 8,2% parejas que cohabitan y el 9,0 por ciento las familias monoparentales.
La densidad de la ciudad es 10.272 hab/3966 km², con 94.8 varones por cada 100 mujeres. De los 16 a 74 años, un 21,7% no tenía ninguna formación académica, similar al 21,3 por ciento en todos las ciudades de Trafford, pero inferior al 28,9 por ciento en Inglaterra. En un 4,6%, Altrincham tiene una baja proporción de personas no blancas. Los asiáticos son el área más grande, minoría étnica, en el 1,3 por ciento de la población.
En 1931, un 14,6 por ciento de la población de Altrincham era de clase media, ligeramente superior a la cifra de Inglaterra y Gales, que fue del 14 por ciento. En 1971 esta diferencia había aumentado a 28,8 por ciento en comparación con el 24 por ciento a nivel nacional, mientras que la ciudad la población de la clase obrera se había reducido, del 30,3 por ciento en 1931 (36 por ciento en Inglaterra y Gales) y el 18,6 por ciento (26 por ciento en todo el país ). El resto compuesto por trabajadores manuales administrativos y de expertos. Este cambio en la estructura social era similar a la observada en todo el país - aunque sesgada hacia las clases medias - lo que Altrincham la ciudad de clase media que es hoy.

### Cambio de la población
Según las declaraciones de impuestos de solera de 1664, el municipio de Altrincham tenía una población de alrededor de 636, por lo que era el mayor de los asentamientos locales, había aumentado a 1.692 en 1801. En la primera mitad del siglo XIX, el aumento de la población de la ciudad fue de un 165%, superior al 89% a través de Inglaterra y el 98% en el área de Trafford. El crecimiento de la solución fue el resultado de la Revolución Industrial, y aunque Altrincham fue uno de los municipios de mayor crecimiento, en cuanto a cantidad y aceleración, en el área de Trafford, pero nada en comparación a las nuevas áreas industriales, tales como Ashton-under-Lyne, Hyde, y el Mánchester. En la segunda mitad del siglo XIX, la población creció en Altrincham 275%, superior al 235% de Trafford y el 69% a nivel nacional en el mismo período. Esto se debió a la tardía industrialización de la zona y la introducción de la unión del Sur de Mánchester y el ferrocarril de Altrincham, en 1849. La siguiente tabla detalla el cambio de la población desde 1801, incluyendo el porcentaje de cambio desde el último censo.
| Población creciente desde 1801 según los censos de Gran Bretaña. | Población creciente desde 1801 según los censos de Gran Bretaña. | Población creciente desde 1801 según los censos de Gran Bretaña. | Población creciente desde 1801 según los censos de Gran Bretaña. | Población creciente desde 1801 según los censos de Gran Bretaña. | Población creciente desde 1801 según los censos de Gran Bretaña. | Población creciente desde 1801 según los censos de Gran Bretaña. | Población creciente desde 1801 según los censos de Gran Bretaña. | Población creciente desde 1801 según los censos de Gran Bretaña. | Población creciente desde 1801 según los censos de Gran Bretaña. | Población creciente desde 1801 según los censos de Gran Bretaña. | Población creciente desde 1801 según los censos de Gran Bretaña. | Población creciente desde 1801 según los censos de Gran Bretaña. | Población creciente desde 1801 según los censos de Gran Bretaña. | Población creciente desde 1801 según los censos de Gran Bretaña. | Población creciente desde 1801 según los censos de Gran Bretaña. | Población creciente desde 1801 según los censos de Gran Bretaña. | Población creciente desde 1801 según los censos de Gran Bretaña. | Población creciente desde 1801 según los censos de Gran Bretaña. | Población creciente desde 1801 según los censos de Gran Bretaña. | Población creciente desde 1801 según los censos de Gran Bretaña. | Población creciente desde 1801 según los censos de Gran Bretaña. |
| Año                                                              | 1801                                                             | 1811                                                             | 1821                                                             | 1831                                                             | 1841                                                             | 1851                                                             | 1861                                                             | 1871                                                             | 1881                                                             | 1891                                                             | 1901                                                             | 1911                                                             | 1921                                                             | 1931                                                             | 1939                                                             | 1951                                                             | 1961                                                             | 1971                                                             | 1981                                                             | 1991                                                             | 2001                                                             |
| ---------------------------------------------------------------- | ---------------------------------------------------------------- | ---------------------------------------------------------------- | ---------------------------------------------------------------- | ---------------------------------------------------------------- | ---------------------------------------------------------------- | ---------------------------------------------------------------- | ---------------------------------------------------------------- | ---------------------------------------------------------------- | ---------------------------------------------------------------- | ---------------------------------------------------------------- | ---------------------------------------------------------------- | ---------------------------------------------------------------- | ---------------------------------------------------------------- | ---------------------------------------------------------------- | ---------------------------------------------------------------- | ---------------------------------------------------------------- | ---------------------------------------------------------------- | ---------------------------------------------------------------- | ---------------------------------------------------------------- | ---------------------------------------------------------------- | ---------------------------------------------------------------- |
| Población                                                        | 1,692                                                            | 2,032                                                            | 2,302                                                            | 2,708                                                            | 3,399                                                            | 4,488                                                            | 6,628                                                            | 8,478                                                            | 11,250                                                           | 12,440                                                           | 16,831                                                           | 17,813                                                           | 20,450                                                           | 21,356                                                           | 39,940                                                           | 39,789                                                           | 41,122                                                           | 40,786                                                           | 39,693                                                           | 40,042                                                           | 40,695                                                           |
| % porcentaje                                                     | –                                                                | +20.1                                                            | +13.3                                                            | +17.6                                                            | +25.5                                                            | +32.0                                                            | +47.7                                                            | +27.9                                                            | +32.7                                                            | +10.6                                                            | +35.3                                                            | +5.8                                                             | +14.8                                                            | +4.4                                                             | +87.0                                                            | −0.4                                                             | +3.4                                                             | −0.8                                                             | −2.7                                                             | +0.9                                                             | +1.6                                                             |
| FuentesA Vision of Britain through Time                          |                                                                  |                                                                  |                                                                  |                                                                  |                                                                  |                                                                  |                                                                  |                                                                  |                                                                  |                                                                  |                                                                  |                                                                  |                                                                  |                                                                  |                                                                  |                                                                  |                                                                  |                                                                  |                                                                  |                                                                  |                                                                  |

## Economía
| Altrincham compared            | Altrincham compared | Altrincham compared | Altrincham compared |
| ------------------------------ | ------------------- | ------------------- | ------------------- |
| Censo de Gran Bretaña 2001     | Altrincham          | Trafford            | Inglaterra          |
| Población en edad de trabajo   | 29,397              | 151,445             | 35,532,091          |
| Empleo a tiempo completo       | 45.7%               | 43.4%               | 40.8%               |
| Empleo a tiempo parcial        | 12.7%               | 11.9%               | 11.8%               |
| Trabajadores por cuenta propia | 8.9%                | 8.0%                | 8.3%                |
| Desempleados                   | 2.2%                | 2.7%                | 3.3%                |
| Jubilados/retirados            | 13.2%               | 13.9%               | 13.5%               |

Históricamente, Altrincham era una ciudad de mercado y los dos principales sectores de empleo fueron la agricultura y el comercio en el mercado. Aunque la ciudad entró en decadencia en el siglo XVI, se recuperó y las ferias anuales se prolongó hasta mediados del siglo XIX y el mercado aún continúa. Durante la Revolución Industrial, Altrincham creció como una ciudad industrial, en particular la zona Broadheath, que desarrolló un polígono industrial. En 1801 había cuatro fábricas de algodón en Altrincham, parte de su industria textil, a pesar de que había cerrado el censo de 1851. El declive de la industria textil en Altrincham refleja el declive de la industria en el área de Trafford como consecuencia de la falta de inversión y el desarrollo de las zonas industriales más establecidos como el Mánchester, Ashton-under-Lyne, y Oldham. Durante los últimos años del siglo XIX y XX, las industrias pesadas se trasladaron a Broadheath, proporcionando empleo a nivel local. El área disminuida de manera constante durante la segunda mitad del siglo XX, con el empleo en Broadheath cayendo de 8.000 a 5.000 entre 1960 y 1970. A pesar de la presencia de minoristas, como Tesco, Sainsbury y Marks & Spencer en la ciudad, y los planes de reurbanización que cuestan más de £ 100 millones, Altrincham del 15,5% a nivel de empleo en el comercio minorista está por debajo de la media nacional del 16,9%. Altrincham, con sus vecinos Bowdon y Hale, se dice que constituye un "cinturón de corredor de bolsa", con bien equipadas las viviendas en una zona selvática de la opulencia.
| Ocupación                              | Porcentaje |
| Servicios inmbiliarios y empresariales | 18,4%      |
| Mercado(por mayor y por menor juntos)  | 16,0%      |
| Fabricación                            | 12,1%      |
| Salud y trabajo social                 | 10,7%      |
| Educación                              | 8,3%       |
| Transporte y comunicaciones            | 8,3%       |
| Finanzas                               | 5,8%       |
| Servicios gastronómicos y hospedaje    | 4,2%       |
| Abogacía y defensa                     | 4,2%       |
| Agricultura                            | 0,8%       |
| 0,8%                                   |            |
| 4,6%                                   |            |

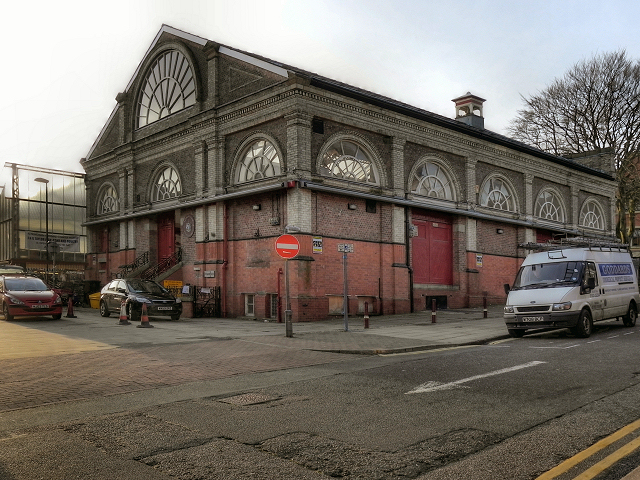
Mercado de Altrincham

La histórica ciudad de mercado se desarrolló como un área residencial en el siglo XX, aunque conserva su patrimonio al por menor en la plaza del Mercado Viejo (un área de conservación) y un nuevo centro comercial peatonal. Los distritos comerciales de la ciudad, más recientemente, han sido víctimas de declinar debido a la competencia de la cercana Trafford Centre y una regeneración del centro de Mánchester. En 2006, el Consejo municipal de Trafford dio a conocer planes para un £ 1,5 millones para la remodelación del centro de la ciudad. La renovación va a crear 13.600 m² de espacio nuevo al por menor y 18.900 m² de espacio renovado, ofreciendo 32.400 m² en total.
La construcción de Altair, un £ 100 millones en el desarrollo de Oakfield Road, se espera que comience en 2013. El plan incluye un hotel, oficinas, tiendas y lugares para comer, y se espera que genere 2.000 puestos de trabajo permanentes. Un adicional de £ 20 millones se destinará a una remodelación de la cercana intercambio de Altrincham. Una encuesta de 2010 encontró que, a pesar de estar en una de las zonas más prósperas del país, casi un tercio de las tiendas en Altrincham estaban vacantes;. Trafford consejo atribuyó el alto número, 78, a los efectos de la recesión y planes para restaurar Casa de Stamford, que dejó a la mayoría de sus tiendas sin usar.
De acuerdo con el censo de 2001 del Reino Unido, la industria del empleo de los residentes en Altrincham se representa en el siguiente cuadro de la derecha, estos datos son aproximadamente iguales a los datos nacionales actuales, excepto en el porcentaje relativamente alto de la ciudad de los trabajadores en servicios inmobiliarios y empresariales.

## Cultura

### Mercados y atracciones
El antiguo mercado se cree que de pie en el lugar del asentamiento original de la ciudad. Ahora, un área de conservación social se compone de una serie de piezas de madera con marcos de edificios eco del zarzo y argamasa construcciones de las casas originales y parcelas Burgage. El empedrado fue reemplazado en 1896. El Buttermarket que se encontraba en la zona cerca de la Plaza del Mercado Viejo en el siglo XVII hasta finales del siglo XIX fue también el lugar para dispensar la justicia local temprana. Una sala de audiencias, las existencias y poste de flagelación vio flagelaciones públicas tienen lugar allí hasta principios del siglo XIX. El poste de los azotes y las poblaciones se han restaurado como una atracción turística por los comerciantes locales en la década de 1990. Sin embargo, el área de Buttermarket era también un lugar de importancia religiosa, ya que las futuras novias y novios se cree que han declarado sus compromisos allí. En 1814, Thomas de Quincey describió la antigua plaza del mercado en sus Confesiones de un comedor de opio Inglés durante el viaje desde Mánchester a Chester. Señaló lo poco que el lugar no había cambiado desde su visita hace 14 años a la edad de tres años, y que: 
"las frutas, como puede ser tenido en julio, y las flores estaban esparcidos en abundancia: incluso los puestos de los carniceros, a partir de su Limpieza de la brillante, parecía atractivo. y las mujeres bonny jóvenes de Altrincham eran de disparo sobre en mayúsculas y delantales coquetamente dispuestos"
Otra de las atracciones de Altrincham es el histórico mercado, creado más de 700 años atrás, cuando la ciudad se estableció por primera vez.
De las 21 áreas de conservación en Trafford, diez se encuentran en Altrincham:. The Downs, La Devisdale, Bowdon, Heath Ashley, Pradera del Ganso, la Plaza del Mercado Viejo, Sandiway, George Street, la finca Linotype Vivienda y Stamford New Road En el afueras de la ciudad es la del siglo XVIII Dunham Massey Hall, rodeado de sus 250 acres de parque de los ciervos (1 km²), tanto en la actualidad propiedad del National Trust. La sala es a principios de Georgia en el estilo, y junto con sus establos y la casa de transporte, es un grado I edificio mencionado.

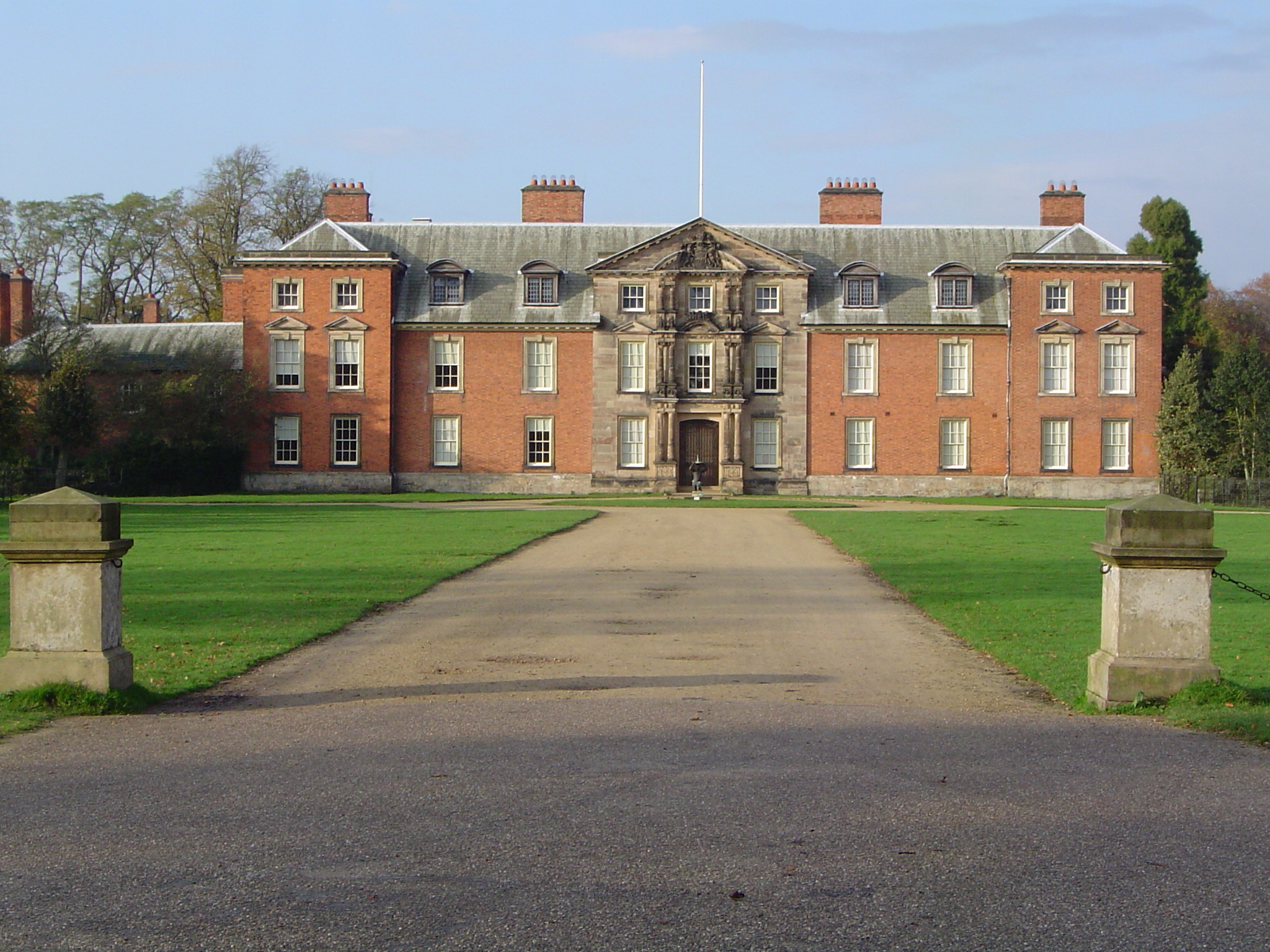
La Massey Hall

Royd House fue construida entre 1914 y 1916, por el arquitecto Edgar madera, como su propia residencia. Cuenta con un techo plano de hormigón, con una fachada cóncava, y se enfrenta en Portland roja piedra y ladrillo de Lancashire. [67] Es considerado como uno de los ejemplos más avanzados de principios del siglo XX la arquitectura doméstica, y se hace referencia en la arquitectura digiere. Ha sido un grado I edificio mencionado desde 1975, uno de los seis edificios de este tipo en Trafford. [68] [69] El reloj de Grado II fuera de la lista de intercambio de transporte principal fue construido en 1880. [70]
Los 65.000 m² en Stamford Park fueron diseñado por el paisajista John Shaw. Se abrió al público en 1880, como un parque deportivo con espacios para el cricket y el fútbol. El terreno fue donado por George Grey, el séptimo conde de Stamford, y ahora es propiedad y está dirigido por el Consejo de Trafford. El parque está catalogado como de II grado en el Registro de Parques y Jardines de Especial Interés Histórico en Inglaterra, y ha ganado un premio de bronce en el sistema de concesión de Greenspace. El Consejo de Trafford tiene, además, la intención de construir un parque de patinaje £ 7.000 en Stamford Park.

### Eventos y lugares
Altrincham cuenta con dos teatros, el Altrincham Garrick y el Playhouse Theatre Club. El Altrincham Garrick se formó en 1913. El Garrick celebró la primera etapa de mundo de Psycho en 1982. En 1998, recibió una donación de £ 675,000 de la Lotería Nacional como parte de un £ 900.000 obras de ampliación del teatro, que se completó en 1999. El Teatro Playhouse comenzó a funcionar en 1896, como la Iglesia St Margaret Instituto de teatro de aficionados Sociedad. Se ofrece un espacio para la producción Trafford Teatro Juvenil cada año, y se corre el Hale Una Ley Festival, un evento anual de una semana de duración se inició en 1972. El club ha recibido premios tanto de la Federación de Gran Mánchester Drama y media de la -Cheshire Theatre Guild. Altrincham también tuvo el único restaurante Michelin de Gran Mánchester estrella, el Juniper, o en su traducción al español, el Enebro.

### Deportes
Los 2 clubes deportivos más importantes de la ciudad son el Altrincham F.C., participante de la National League (quinta categoría del fútbol inglés) y los Manchester Storm de la EIHL, la liga profesional británica de hockey hielo.

## Referencias

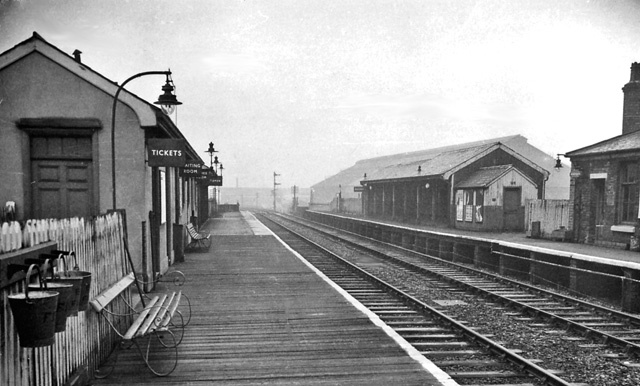
Estación de Altrincham en los primeros años del siglo XX